# Abbàs Hilmí I d'Egipte
Abbàs Hilmí I d'Egipte (àrab: عباس حلمي الأول, ʿAbbās Ḥilmī al-Awwal) (1813 - 13 de juliol de 1854) fou valí d'Egipte del 1848 al 1854. Fill d'Àhmad Tusun (1793-1816) i net de Muhàmmad Alí, va succeir el seu oncle Ibrahim Paixà d'Egipte com a valí el 10 de novembre de 1848. Hostil als estrangers i a la modernització, va tancar les escoles i fàbriques obertes pel seu avi. Es va acostar al Regne de la Gran Bretanya que li va donar suport contra l'Imperi Otomà en l'aplicació del tanzimat. La Gran Bretanya va obtenir el 18 de juliol de 1851 autorització per construir un ferrocarril d'Alexandria al Caire. Retirat al Palau de Benha fou assassinat allí per dos servidors en circumstàncies mai aclarides (1854). El va succeir el seu oncle Muhàmmad Saïd.